# Hercynia Silva
Hercynia Silva o Hercynius Saltus (en grec antic Ἑρκυνία ὕλη, Ἑρκύνιον ὄρος) que es podria traduir com el bosc o la regió d'Hercínia, va ser un territori muntanyós i boscós de Germània.
El primer que va parlar d'aquest territori va ser Aristòtil, però va ser Juli Cèsar el primer que en va donar algun detall. Segons Cèsar, començava al límit del país dels helvecis, nèmetes i ràuracs, anava cap a l'est paral·lel al Danubi i arribava fins al país del dacis i els anartes. Tenia una amplitud de nou dies de viatge, i per resseguir la seva llargada se'n necessitaven seixanta. Cèsar, doncs, diu que s'iniciava al Danubi i no concreta els seus límits finals.
Per a Pomponi Mela i Estrabó, que coincideixen amb Cèsar pel que fa a les descripcions, el nom s'aplicava en general a totes les muntanyes del sud i del centre de Germània. Les muntanyes Harz semblen derivar el nom de l'antiga denominació (la paraula Harz vol dir 'muntanya boscosa'). Més endavant, quan els romans ja coneixien millor Germània, el nom es va aplicar a un territori més reduït entre Bohèmia i Hongria, segons diu Tàcit. Claudi Ptolemeu l'aplica a les muntanyes entre els Sudets i els Carpats.